# Национальный совет Словакии

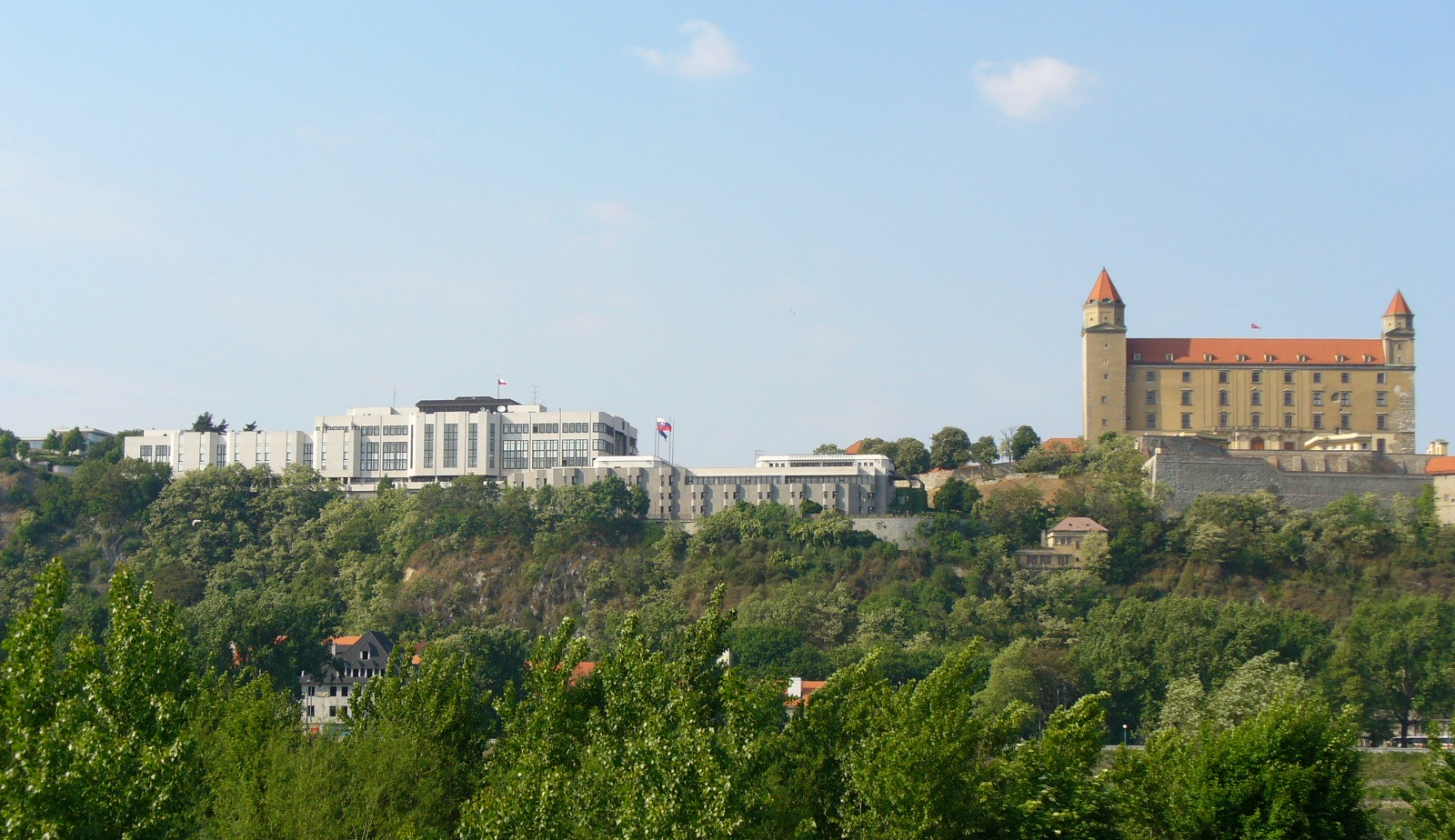
Здание Национального совета Словацкой Республики, вблизи — Братиславский Град

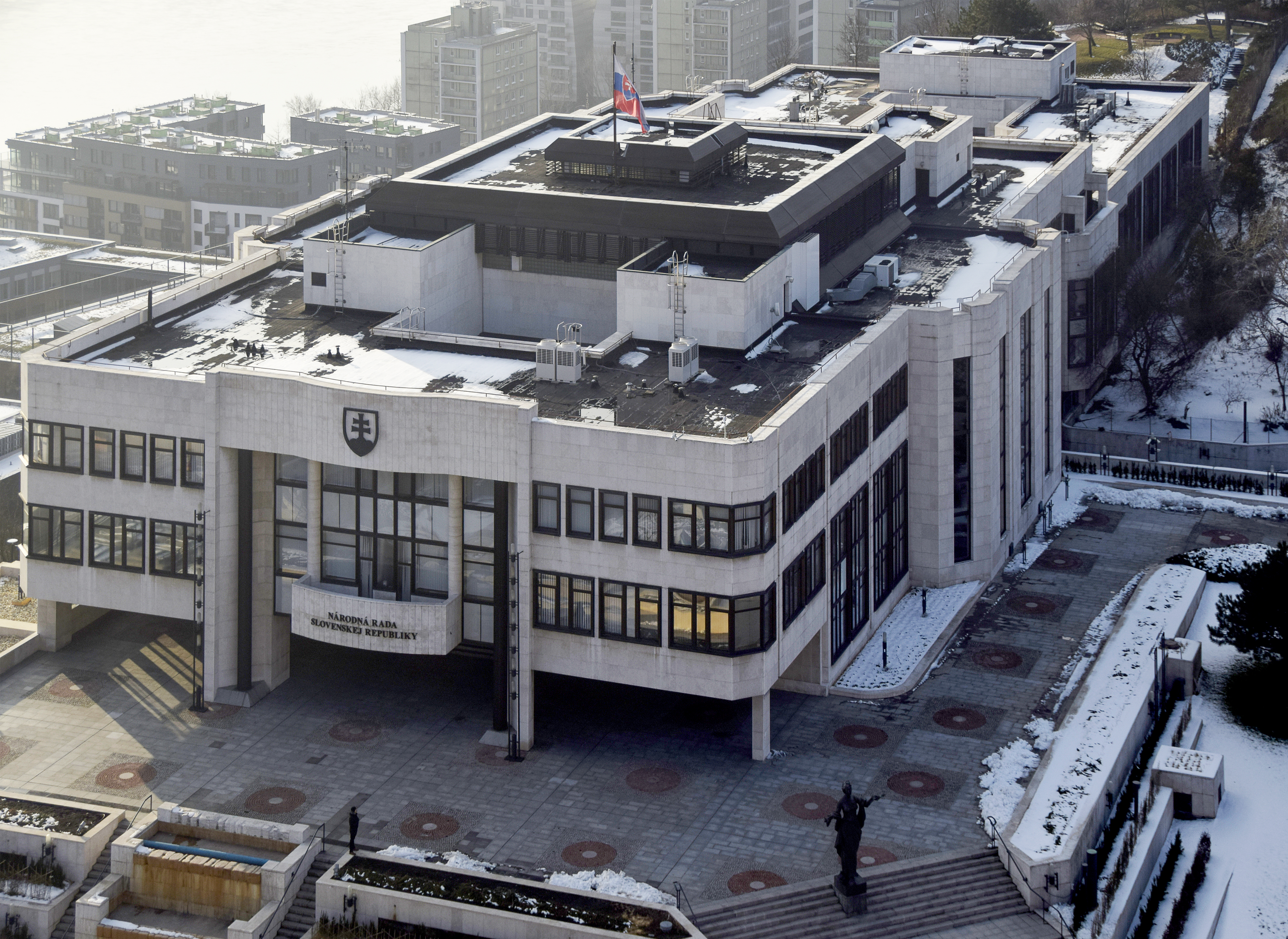
Здание Национального совета Словацкой Республики

Национальный совет Словацкой республики (словац. Národná rada Slovenskej republiky) — высший орган законодательной власти Словакии с 1 октября 1992 года. Является однопалатным парламентом, состоящим из 150 депутатов, избираемых всенародным голосованием на четырехлетний срок по пропорциональной системе .

## История
С 1969 по 1992 годы предшественником парламента был законодательный орган Словакии в составе Чехословакии — Словацкий национальный совет (словац. Slovenská národná rada).

## Руководство
Председатель Национального совета Словацкой Республики
- 4 апреля 2012 — 25 ноября 2014 — Павол Пашка (Курс — социальная демократия)
- 25 ноября 2014 — 23 марта 2016 — Петер Пеллегрини (Курс — социальная демократия)
- 23 марта 2016 — 20 марта 2020 — Андрей Данко (СНП)
- 20 марта 2020 года — 25 октября 2023 — Борис Коллар[англ.] (Мы семья)
- 25 октября 2023 — 7 апреля 2024 — Петер Пеллегрини («Голос — социальная демократия»)
- 7 апреля 2024 — 26 марта 2025 — Петер Жига (и. о.) («Голос — социальная демократия»)
- 26 марта 2025 — н. в. — Рихард Раши («Голос — социальная демократия»)

Заместители председателя Национального совета Словацкой Республики
На учредительном заседании 25 октября 2023 года депутаты избрали четыре заместителя председателя Национального совета Словацкой Республики:
- Любош Блаха[англ.] («Направление — социальная демократия»)
- Петер Жига[англ.] («Голос — социальная демократия»)
- Андрей Данко (Словацкая национальная партия)
- Михал Шимечка («Прогрессивная Словакия»)

## Состав
Парламент включает 150 депутатов, избираемых прямым голосованием по пропорциональной системе на четырёхлетний срок.
| Состав Национального Совета по итогам выборов 1994—2010 годов |
| ------------------------------------------------------------- |
|                                                               |

### Фракции в созыве 2010—2012
| фракция                          | председатель     | кол-во депутатов |
| -------------------------------- | ---------------- | ---------------- |
| Курс — социальная демократия     | Павол Пашка      | 62               |
| СДХС                             | Йозеф Микуш      | 28               |
| Свобода и солидарность           | Йозеф Коллар     | 21               |
| ХДД                              | Павол Грушовский | 14               |
| Мост                             | Ласло Шолимош    | 14               |
| СНП                              | Рафаэл Рафай     | 7                |
|                                  |                  |                  |
| депутаты, не входящие во фракции |                  | 4                |

## Здание
Главное здание Парламента находится неподалёку от крепости Братиславский Град на холме, на площади Александра Дубчека.